# Proefwerk
Een proefwerk, ook repetitie genoemd, is een meestal schriftelijke toets waarmee wordt beoordeeld of een leerling de leerstof beheerst.
Een toets die kleiner is dan een proefwerk en die minder zwaar meetelt voor het rapport, wordt wel een schriftelijke overhoring genoemd. De naam "proefwerk" wordt voornamelijk op de middelbare school gebruikt. Op een school voor het basisonderwijs (basisschool) worden de leerlingen meestal beoordeeld door middel van een "toets". Het woord is weliswaar verschillend, maar in feite wordt hetzelfde bedoeld.

## Aankondiging
Proefwerken worden meestal ruim van tevoren aangekondigd, zodat de leerlingen zich kunnen voorbereiden. Op veel scholen geldt daarvoor een minimale periode van één week. In principe zullen leraren hun proefwerken zo trachten te plannen dat leerlingen niet twee proefwerken op één dag hebben, de proefwerkweken uitgezonderd.

## Onregelmatigheden

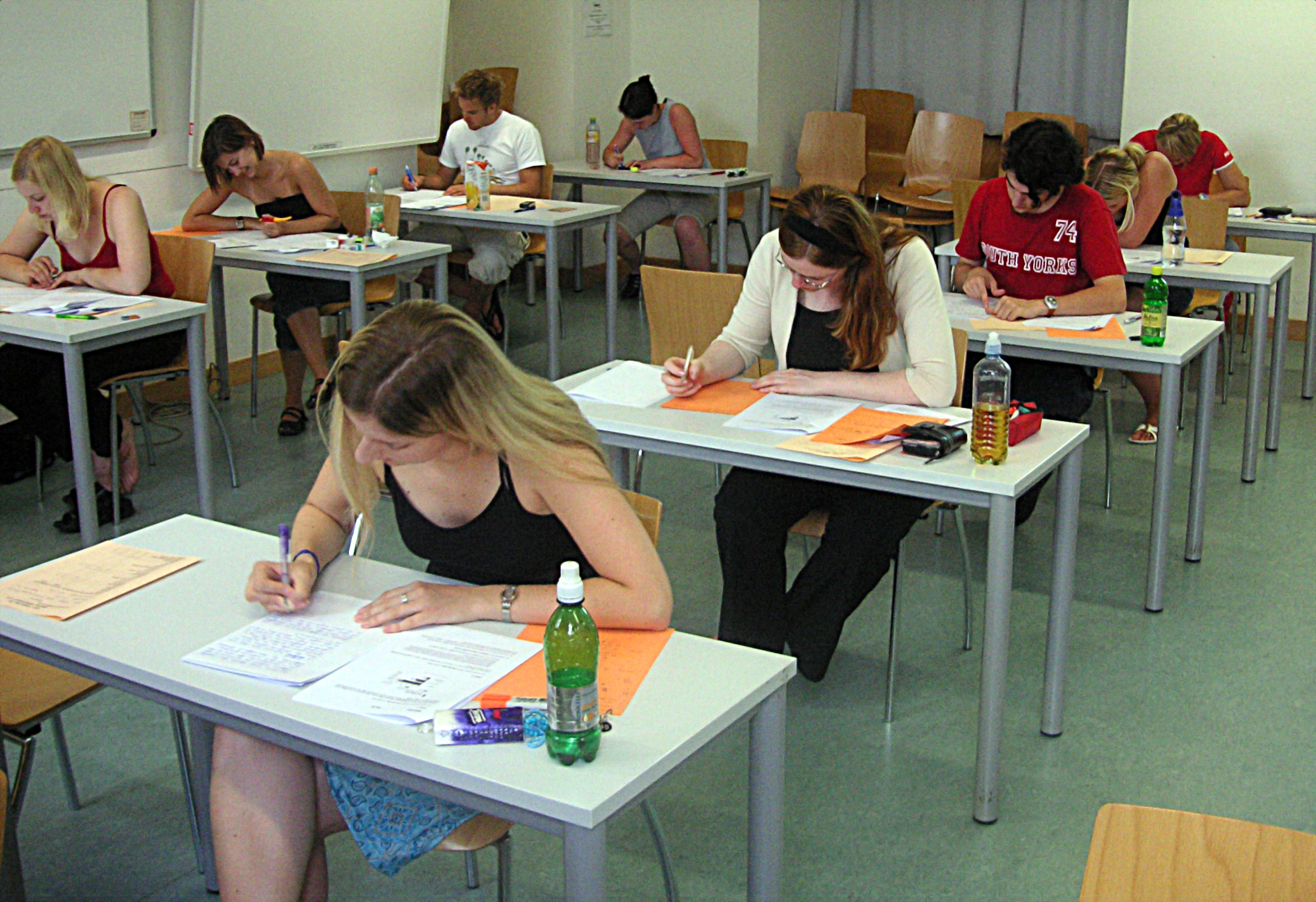
Proefwerkopstelling

Proefwerken worden meestal afgenomen met de tafels in een proefwerkopstelling, waarbij de ruimten tussen de tafels wordt vergroot om spieken of andere onregelmatigheden zoals praten en telefoongebruik te voorkomen.
Bij onregelmatigheden kunnen er diverse maatregelen genomen worden. Meestal krijgt de leerling puntenaftrek of wordt hij/zij gediskwalificeerd, maar in landen als China is spieken strafbaar als misdrijf en staat er maximaal 7 jaar gevangenisstraf op.

## Proefwerkweek
Op sommige scholen krijgen de leerlingen aan het eind van een trimester een proefwerkweek, ook wel repetitieweek genoemd. In deze week krijgen de leerlingen elke dag enkele proefwerken die meetellen als normale proefwerken. Op deze manier kunnen ze alvast wennen aan de manier waarop het eindexamen zal worden gegeven en de tentamenperiodes waarmee de universiteiten werken. Bovendien kan in deze proefwerken alle in het trimester behandelde stof nogmaals de revue passeren. Ook leveren deze periodes extra cijfers op die meetellen voor het rapportcijfer. Vaak wordt vrij snel na zo'n proefwerkweek het rapport met daarop alle rapportcijfers meegegeven aan de leerlingen.

## Soorten proefwerken
Er zijn diverse soorten proefwerken en varianten daarop.

### Schriftelijke overhoring
Een schriftelijke overhoring, kortweg 'schriftelijk' of 's.o.' genoemd, is een kleine toets die meestal maar korte tijd (10-20 minuten) in beslag neemt en daarom minder zwaar weegt dan echte proefwerken (repetities). Daar waar veel proefwerken als afsluitende toets over een bepaald onderwerp dienen, is een schriftelijke overhoring een tussentijdse toets over een kleiner deel van de lesstof of over het huiswerk dat voor die dag geleerd had moeten worden. Schriftelijke overhoringen worden afgenomen tijdens de reguliere lesuren. Soms improviseert de docent spontaan ter plekke de vragen. Schriftelijke overhoringen vinden soms onaangekondigd plaats, zodat de leerling geprikkeld wordt zijn huiswerk altijd voor te bereiden. Leerlingen die hun huiswerk niet goed doen, vallen hierdoor sneller door de mand, zodat ze hierop kunnen worden aangesproken.

### Mondelinge overhoring
Mondelinge overhoringen, kortweg 'mondeling' genoemd, komen minder voor dan schriftelijke overhoringen en proefwerken. Toch vinden ze met name in hogere klassen plaats bij overhoringen over gelezen boeken uit een vooraf ingeleverde literatuurlijst bij de taalvakken. De overhoring vindt plaats in de betrokken taal. De docent kan op die manier niet alleen de kennis over de gelezen boeken testen, maar zich ook een beeld vormen van het niveau van actieve taalbeheersing van de leerling. Hier wordt op sommige scholen zelfs een apart cijfer voor gegeven. Deze mondelinge overhoringen zijn vaak onderdeel van het Schoolexamen. Ze worden vaak gegeven in een leeg klaslokaal, zodat de leerling tijdens de overhoring niet wordt afgeleid.

### Theorietoets
In een theorietoets wordt schriftelijk de leerstof getest. Bij een schriftelijke toets kan meestal maar een gedeelte van de lesstof worden nagevraagd. De stof wordt meestal nagevraagd in de vorm van open- en meerkeuzevragen. Verder is het mogelijk dat de leerlingen iets moeten tekenen, kleuren of een schema moeten invullen. Bij de taalvakken worden ook vaak toetsen gegeven voor vocabulaire(woordjes). Dit gebeurt in de vorm van een woordenlijst die dan in de betrokken taal moet worden vertaald of vanuit de betrokken taal naar het Nederlands. Deze lijst wordt dan samengesteld uit de te leren woordjes. Bij het vak Nederlands bestaat deze lijst dan vaak uit moeilijke woorden waarvan de betekenis moet worden gegeven. Daaronder staat dan ook vaak een aantal zinnen, waarin deze woorden dienen te worden ingevuld. Op deze manier wordt dan tevens getoetst of de woorden in zinsverband kunnen worden toegepast.

### Tekstanalyse
Bij de taalvakken komen naarmate men verder vordert tekstanalysen ('teksten') vaker voor, ter voorbereiding op het Centraal Schriftelijk Eindexamen waar ze traditioneel zwaar meetellen. De leerling moet een tekst in de eigen of vreemde taal lezen en hier (meestal multiple choice) vragen over beantwoorden. De teksten zijn hierbij vaak artikelen uit Nederlandse of buitenlandse kranten of tijdschriften. Het zijn vaak oude examenteksten. Ook het Centraal Examen zelf is bij de taalvakken een tekstanalyse. Hierbij dienen de vragen dan bovendien op een speciaal antwoordblad te worden beantwoord, dat dan door het Cito wordt nagekeken. Bij het vak Nederlands bestaat een tekstanalyse meestal uit een tekst met open vragen. Ook het Centraal Examen is dan een dergelijke tekst, waarbij de vragen op gewoon papier worden beantwoord en door de school worden nagekeken. Als voorbereiding voor tekstanalyses krijgen de leerlingen in de hogere jaren bij de taalvakken vaak een examenbundel uitgereikt, waarmee ze dit thuis kunnen oefenen.

### Praktijktoets
Praktijktoetsen komen veel minder vaak voor dan theorietoetsen. In deze toetsen worden de leerlingen getoetst doordat ze een opdracht moeten uitvoeren. Bij de vakken scheikunde, natuurkunde en biologie is het bijvoorbeeld zeer gebruikelijk ieder jaar een of meer practica te geven. Bij deze vakken is een practicum ook vaak een onderdeel van het Schoolexamen. Ook bij het vak tekenen worden de tijdens het jaar gemaakte tekeningen als proefwerken beoordeeld. Deze tekeningen vormen tijdens het examenjaar tevens het Schoolexamen voor dit vak. Daarbij is het belangrijk dat elke opdracht voor een bepaalde datum af is. Daarom  is het voor de leerlingen verplicht om bij de tekenlessen aanwezig te zijn tijdens het examenjaar. Afwezigheid bij deze lessen wordt aangerekend als niet aanwezig zijn bij het examen en kan er dus voor zorgen dat een leerling achter kan lopen en zelfs gediskwalificeerd kan worden. Uitzondering hierop is echter afwezigheid door ziekte.

### Luistertoets
Wat de praktijktoets is voor de bètavakken, is de luistertoets voor de (vreemde) talen. De leerling beluistert een opname van een gesprek of radioprogramma waarna dit in delen herhaald wordt. Na ieder deel volgt een pauze waarin de leerling de tijd krijgt de multiple-choicevraag op zijn vragenformulier schriftelijk te beantwoorden. Deze toetsen worden nogal als vermoeiend ervaren omdat voortdurend een hoog concentratieniveau vereist is. Een luistertoets is ook een onderdeel van het Schoolexamen. Voor luistertoetsen hangen in lokalen voor taalvakken vaak koptelefoons boven de schoolbanken, zodat alle leerlingen de opnames tegelijkertijd kunnen beluisteren. Deze worden dan via een centrale installatie afgespeeld die is aangesloten op deze koptelefoons. Bij leerlingen die moeite hebben met het beluisteren van opnames, kan als alternatief een luistertoets worden gegeven die bestaat uit een tekst die door de docent wordt voorgelezen, waarover dan vragen dienen te worden beantwoord in de betrokken taal. Het voordeel hiervan is dat de docent het leestempo kan aanpassen, zodat de leerling alles goed kan verstaan.

### Schrijftoets
Bij de taalvakken wordt deze toets gegeven als onderdeel van het Schoolexamen. De leerlingen krijgen hierbij een opdracht uitgereikt met de bedoeling dat ze in de betrokken taal een bepaald soort tekst schrijven, zoals bv. een brief. In de opdracht staan aanwijzingen die ze moeten verwerken. Hierbij mag ook gebruik worden gemaakt van een woordenboek als leerlingen bepaalde woorden nog niet kennen in de betrokken taal. Ook krijgen de leerlingen naast hun proefwerkblad vaak een kladblaadje, zodat ze de tekst voordat ze deze op hun proefwerkblad schrijven eerst in het klad kunnen schrijven. Op deze manier kunnen doorgestreepte stukken tekst op het proefwerkblad worden voorkomen.  

### Spreekbeurt
Een spreekbeurt is een presentatie van een leerling over een meestal zelfgekozen onderwerp of in de hogere klassen over een gelezen boek. Het doel hiervan is meervoudig. De leerling leert spreken voor publiek, en de leraar kan een beeld van zijn vermogen tot zelfstudie en taalbeheersing vormen. In de hogere klassen is een spreekbeurt tevens een goede voorbereiding op het mondeling examen. Spreekbeurten tellen voor de leerling meestal mee als een proefwerk.

### Werkstuk of scriptie
De schriftelijke tegenhanger van de spreekbeurt is het werkstuk, op universiteiten vaak scriptie genoemd. Dit is een geschreven presentatie over een bepaald onderwerp, die eveneens meestal meetelt als een proefwerk. Het is mogelijk dat het werkstuk of de scriptie gecombineerd wordt met een spreekbeurt of presentatie, waarin men het bestudeerde onderwerp mondeling moet presenteren en eventueel verdedigen. Op universiteiten is een scriptie een verplicht onderdeel van de studie. Deze telt dan mee voor het te behalen diploma(bul). Ook bij een universitaire promotie dient men een werkstuk, ook wel proefschrift genoemd te maken en te verdedigen.